# Katastrofa autobusu w Zerkten
Katastrofa autobusu w Zerkten − miała miejsce 4 września 2012 w pobliżu miejscowości Zerkten w Maroku.
Do wypadku doszło o godz. 2:00 rano, kiedy autobus spadł do wąwozu w marokańskim Zerkten.
W katastrofie zginęły 42 osoby, a 24 zostało rannych. Z rannych, 21 osób przewieziono do szpitala Ibn Tofail w Marrakeszu. Na miejsce katastrofy przybył gubernator Younes El Bathaoui w celu nadzorowania akcji ratunkowej.